# Кайинди (Самарський район)
Кайинди́ (каз. Қайыңды) — село у складі Самарського району Східноказахстанської області Казахстану. Входить до складу Самарського сільського округу.
Населення — 80 осіб (2021; 125 у 2009, 132 у 1999, 158 у 1989).
Національний склад станом на 1989 рік:
- казахи — 49 %
- росіяни — 42 %

Станом на 1989 рік село називалось Каїнди, у радянські часи називалось також Лісхоз або Середній кордон.